# Monte Toraro
Il monte Toraro (1.897 m s.l.m.) è una montagna dell'Altopiano di Folgaria nelle Prealpi Venete. Si trova in provincia di Vicenza.

## Storia
Il monte è stato fortificato ed è stato teatro di guerra durante la prima guerra mondiale.
Presso il vicino passo Coe rimase attiva tra il 1966 e il 1977 Base Tuono, inserita nel sistema di comando-controllo NATO, con altre 12 basi nel nord-est d'Italia, ed era area operativa del 66º Gruppo Intercettori Teleguidati (I.T.). Era composta da:
- "area lancio" situata a malga Zonta - passo Coe (1543 m) costituita da tre sezioni di lancio missili Nike-Hercules a testata convenzionale;
- "area controllo" (radar e carri comando) situata sulla sommità del vicino monte Toraro (1897 m), a circa 4 chilometri in linea d'aria;
- "area logistica" situata proprio a Tonezza del Cimone, a circa 17 chilometri di distanza.